# Ignazio La Russa

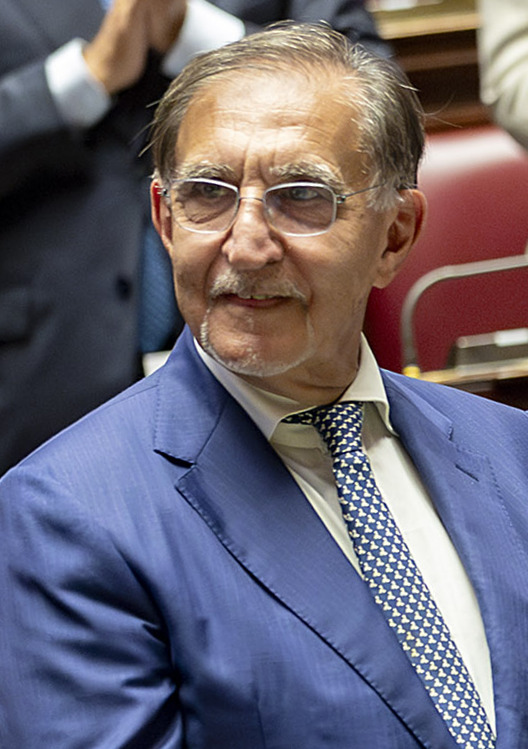
Ignazio La Russa (2023)

Ignazio Benito Maria La Russa (* 18. Juli 1947 in Paternò, Provinz Catania) ist ein italienischer Politiker der Partei Fratelli d’Italia (FdI), deren Vorsitzender er 2013–14 war. In Silvio Berlusconis viertem Kabinett war er von Mai 2008 bis November 2011 Verteidigungsminister. Seit 2022 ist er Präsident des italienischen Senats.

## Politischer Werdegang
Die Familie La Russa ist sizilianischen Ursprungs, lebt jedoch in Mailand. Vor seinem Studienabschluss in Jura an der Universität Pavia hat Ignazio La Russa an einer schweizerischen Akademie in St. Gallen studiert. Danach ging er einer erfolgreichen Karriere als Rechtsanwalt nach und vertrat u. a. die Nebenkläger beim Verfahren gegen die Ermordung von drei Personen in Mailand 1974/75 durch die Roten Brigaden.
Politisch war Ignazio La Russa, wie sein Vater, Senator Antonino La Russa, zunächst im neofaschistischen Movimento Sociale Italiano (MSI), ab 1972 Movimento Sociale Italiano – Destra Nazionale (MSI-DN) aktiv. 1971 gehörte er der Führungsriege der Jugendorganisation der Partei Fronte della Gioventù an. 1973 wurde La Russa moralisch für den Tod des Polizisten Antonio Marino mitverantwortlich gemacht, der bei einer vom MSI-DN organisierten Demonstration am 12. April 1973 in Mailand durch eine von zwei aus den Reihen der neofaschistischen Demonstranten abgeworfenen Handgranaten getötet wurde. Die in Gewalt ausgeuferte Demonstration war im Rahmen der sogenannten Strategie der Spannung vor allem auf Drängen von La Russa zustande gekommen.
1985 wurde er für den MSI-DN in den Regionalrat der Lombardei gewählt. 1992 wurde er Mitglied der Italienischen Abgeordnetenkammer; sein Mandat wurde bei den sechs darauffolgenden Parlamentswahlen (1994, 1996, 2001, 2006, 2008 und 2013) bestätigt. Von 1994 bis 1996 war er Vizepräsident der Kammer. Im Rahmen der Umwandlung und Neuausrichtung des MSI-DN gehörte er 1995 beim letzten Parteitag in Fiuggi unter den wichtigsten Gründungsmitgliedern der Alleanza Nazionale (AN).
Gegenüber der vom Parteivorsitzenden der AN, Gianfranco Fini, während einer Israelreise 2003 gemachten Aussage, in der Fini den „Faschismus als absolutes Übel“ bezeichnete, schwieg La Russa. Zehn Jahre später distanzierte er sich in einem Interview von der Aussage Finis und behauptete, dass es „im Faschismus auch viele Lichtblicke gegeben habe, was auch die demokratischen Führer in Europa bis 1938 sagten.“

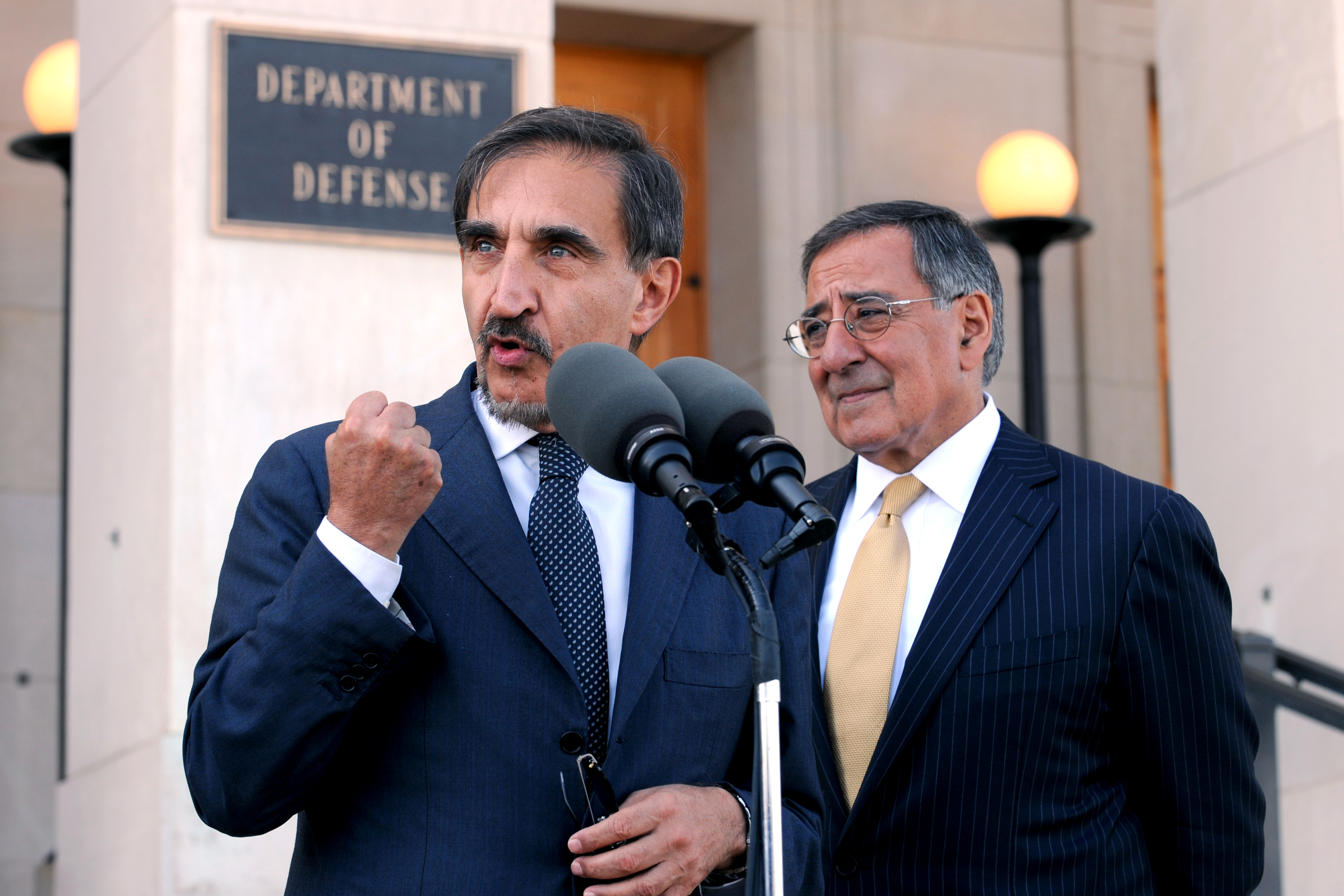
La Russa (links) mit dem US-Verteidigungsminister Leon Panetta (2011)

Nach dem Wahlsieg von Berlusconis Sammelliste Popolo della Libertà (PdL) im April 2008 wurde Ignazio La Russa am 8. Mai 2008 zum Verteidigungsminister Italiens ernannt. Am 11. Mai 2008 übernahm er zudem als Nachfolger von Gianfranco Fini das Amt des Vorsitzenden der AN bis zu deren Auflösung im März 2009. Auf dem Gründungskongress des PdL wurde La Russa am 29. März 2009 in dessen Parteivorstand berufen. Während seiner Zeit als Verteidigungsminister überzeugte er Ministerpräsident Berlusconi zur italienischen Teilnahme am Internationalen Militäreinsatz in Libyen 2011. Auf unbequeme Fragen von Journalisten antwortete Verteidigungsminister La Russa gelegentlich auch handgreiflich.
Im Dezember 2012 verließ La Russa mit Giorgia Meloni und weiteren ehemaligen AN-Mitgliedern sowie Guido Crosetto die PdL und gründete die rechtsextreme Partei Fratelli d’Italia. Zunächst leiteten La Russa, Meloni und Crosetto die Partei als nationale Koordinatoren; ab März 2013 war La Russa Parteivorsitzender. Ein Jahr später gab er den Vorsitz an Giorgia Meloni ab und übernahm das eher zeremonielle Amt des Präsidenten der nationalen Parteiversammlung. Bei der Parlamentswahl im März 2018 wurde La Russa in den italienischen Senat gewählt. In der anschließenden XVIII. Legislaturperiode war er Vizepräsident dieser Parlamentskammer.
Nach dem Wahlsieg von Fratelli d’Italia bei den Parlamentswahlen 2022 konnte er seinen Sitz im Senat verteidigen. Am 13. Oktober 2022 wurde Ignazio La Russa nach Eröffnung der XIX. Legislaturperiode im ersten Wahlgang, trotz der Enthaltung der Stimmen von Forza Italia und mit Stimmen der Opposition, zum neuen Präsidenten des Senats gewählt. Er löste damit die vormals amtierende Maria Elisabetta Alberti Casellati von Forza Italia ab.
Heftige Kritik löste seine Aussage zum Jahrestag des Attentats in der Via Rasella im März 2023 aus. In einem Radiointerview bezeichnete er die Angehörigen des SS-Polizeiregiments Bozen, denen das Attentat des kommunistischen Widerstands galt, als eine „Altherren-Band“. Als Repressalie wurden tags darauf, am 24. März 1944, 335 Zivilisten von der SS in den Ardeatinischen Höhlen hingerichtet.
La Russa ist verheiratet und hat drei Söhne.

## Trivia
In Marco Bellocchios Film Knallt das Monstrum auf die Titelseite! (1972; ital.: Sbatti il mostro in prima pagina) taucht La Russa in Originalaufnahmen vor der Mailänder Kundgebung des MSI im April 1972 als junger Redner auf.
Für die italienische Fassung einer Folge der Zeichentrickserie Die Simpsons betätigte La Russa sich als Synchronsprecher: Er sprach die Rolle des Zuckerfabrikanten Garth Motherloving (italienisch Garth AmoreDiMamma) in der Folge Die süßsaure Marge (Staffel 13).
La Russa ist Fan und Aktionär von Inter Mailand.